# FC Kärnten
FC Kärnten var en österrikisk fotbollsklubb från Klagenfurt, Kärnten. Kärnten placerade sig säsongen 2005/2006 på sjunde plats i Ersteliga (näst högsta serien i Österrike) men har tidigare tillhört Bundesliga.

## Historia

### SK Austria Klagenfurt
Klubben grundades 1920 under namnet Kaufmännischer Sportklub Klagenfurt (KSK Klagenfurt) och bar lila-vita dräkter. År 1923 sammanslogs klubben med Amateur-SK Klagenfurt och bildade då KASK Klagenfurt. Denna klubb sammanslogs i sin tur 1927 med Klagenfurter SK till SK Austria Klagenfurt. År 1963 gick klubben för första gången upp i, den dåvarande, högstaserien i Österrike, Staatsliga. I denna serie spelade man även 1966-1970 och 1973-1975. Sedan seriesystemet i Österrike lades om spelade man i den nya högstaserien, Bundesliga, mellan åren 1983 och 1989. Som bäst placerade sig klubben på femte plats (1966 och 1968).

### FC Kärnten
År 1997 sammanslogs Austria Klagenfurt med Villacher SV till FC Austria/VSV Kärnten, 1999 omdöpt till FC Kärnten Austria/VSV och den 24 juni 1999 namnändrad till FC Kärnten. Nya klubbfärger blev gul och röd. År 2001 nådde den nya föreningen en stor framgång då de besegrade FC Tirol Innsbruck i cupfinalen och även vann Supercupen. FC Kärnten spelade tre säsonger i Bundesliga 2002-2004. Som bäst placerade sig klubben på femte plats 2003/2004. Även säsongen 2002/2003 var framgångsrik med final i såväl cupen som supercupen (förlust i båda finalerna dock).